# فلاديمير مارتينوف
فلاديمير مارتينوف (بالروسية: Владимир Владимирович Мартынов)‏ (بالأوكرانية: Володимир Володимирович Мартинов)‏ هو لاعب كرة قدم ومدرب كرة قدم روسي وأوكراني في مركز الوسط، ولد في 6 أبريل 1976 في تميرتاو في كازاخستان. لعب مع ديسنا تشرنيغوف وزوريا لوهانسك وميتالورغ دونيتسك ونادي تافريا سيمفروبول.

## وصلات خارجية
- فلاديمير مارتينوف على موقع اتحاد أوكرانيا (الإنجليزية)
- فلاديمير مارتينوف على موقع قاعدة بيانات كرة القدم.إي يو (الإنجليزية)
- فلاديمير مارتينوف على موقع Soccerway.com (الإنجليزية)